# Boldur
Boldur (in ungherese Boldor) è un comune della Romania di 2246 abitanti, ubicato nel distretto di Timiș, nella regione storica del Banato.
Il comune è formato dall'unione di 4 villaggi: Boldur, Jabăr, Ohaba-Forgaci, Sinersig.